# Pompeiopolis (Paphlagonien)
Koordinaten: 41° 31′ N, 34° 13′ O
Pompeiopolis (altgriechisch Πομπηιόπολις), auch Pompeioupolis (Πομπηιούπολις), war eine antike Stadt in der kleinasiatischen Landschaft Paphlagonien im Norden der heutigen Türkei.
Die Reste der antiken Stadt liegen auf einer Anhöhe beim heutigen Taşköprü am südlichen Ufer des Flusses Gökırmak (antiker Name „Amnias“) an einer Straßenverbindung vom westlichen Kleinasien nach Armenien.

## Geschichte
Die Stadt wurde vom römischen Feldherrn Gnaeus Pompeius Magnus während seines Krieges gegen Mithridates VI. von Pontos im Jahr 64/63 v. Chr. gegründet. Offenbar siedelte Pompeius in der nach ihm benannten Stadt Römer an, wie Namen von Einwohnern und die Verwendung des römischen Kalenders zeigen. Pompeiopolis war zunächst Teil der Provinz Bithynia et Pontus und wurde von Marcus Antonius 39 v. Chr. galatischen Klientelherrschern unterstellt. Unter Augustus wurde Pompeiopolis wieder in das Römische Reich eingegliedert und war Hauptort des Landtags (conventus) von Paphlagonien, das jetzt zur römischen Provinz Galatia gehörte. Aufgrund von Münzbeischriften wurde teilweise vermutet, die Stadt habe im späten 2. Jahrhundert n. Chr. zeitweilig den Namen Sebaste getragen; diese Annahme beruht jedoch auf einer falschen Lesung und Deutung der entsprechenden Legenden.
In der Kaiserzeit stiegen mehrere Familien aus Pompeiopolis in die Reichsaristokratie auf, so die des Gaius Claudius Severus (Suffektkonsul 112), Gnaeus Claudius Severus Arabianus (Konsul 146) und Gnaeus Claudius Severus (Konsul 173) sowie möglicherweise Tiberius Claudius Subatianus Aquila (Präfekt von Ägypten 206–211) und Tiberius Claudius Subatianus Proculus (Statthalter von Numidien 208–210).
In der Spätantike war Pompeiopolis Sitz eines Bischofs, seit dem 6. Jahrhundert eines Erzbischofs, ab dem 11. Jahrhundert eines Metropoliten. Aus dem Bistum ging das Titularerzbistum Pompeiopolis in Paphlagonia der römisch-katholischen Kirche hervor. In mittelbyzantinischer Zeit gehörte das Amniastal zunächst im 8. Jahrhundert zum Thema Armeniakon und seit dem frühen 9. Jahrhundert zum dann neugegründeten Thema Paphlagonia. In den Schriftquellen der Zeit findet die Stadt aber keine Erwähnung mehr; erst wieder im Jahre 1390, als der spätere Kaiser Manuel II. Palaiologos das Gebiet passierte und in einem Brief die Stadt als verlassen und zerstört beschreibt.

## Erforschung
Zwischen 2006 und 2016 wurde Pompeiopolis durch ein Forschungsteam unter der Leitung von Lâtife Summerer erforscht, bis 2012 im Rahmen eines Forschungsprojektes der Ludwig-Maximilians-Universität München. Anhand der geophysikalischen Prospektionen konnten mehrere Bauten und Areale identifiziert und teilweise ausgegraben werden, darunter das Theater, Teile der Agora und ein spätantikes Haus mit aufwendigen Bodenmosaiken. Ein ursprünglich als Tholos eines Macellums gedeuteter Rundbau hat sich als ein Martyrion erwiesen.